# Ginzling
Ginzling is een dorp in het Oostenrijkse Zillertal in de deelstaat Tirol, die voor een deel bij de gemeente Mayrhofen, en voor een deel bij de gemeente Finkenberg hoort. Ginzling ligt op 999 meter. De Zemmbach, een beek die uitmondt in de Ziller, vormt de grens van het dorp.

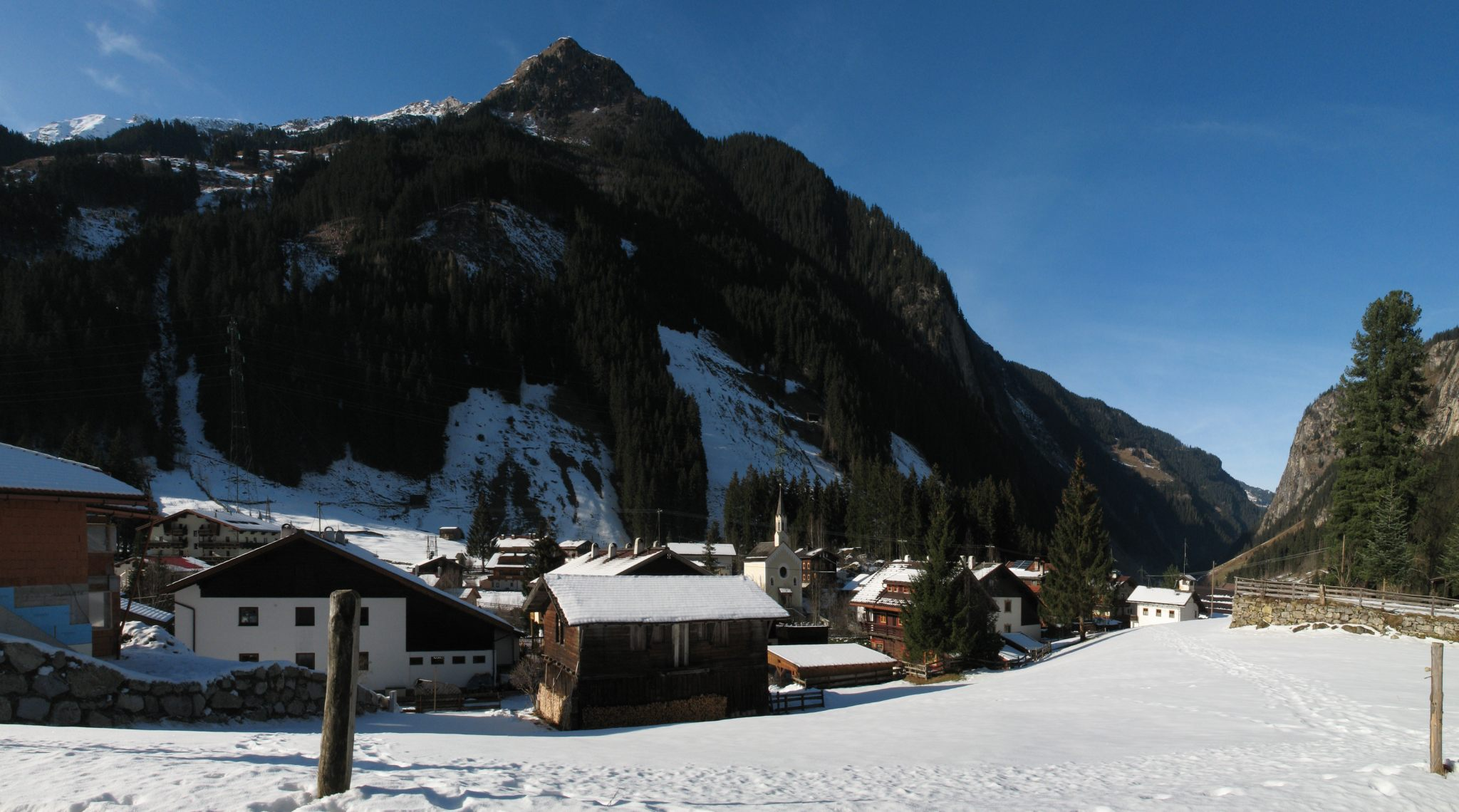
Ginzling in de winter

Vanuit Ginzling zijn er vele wandelingen, een daarvan is naar de Pfitscherjoch (via de Schlegeisspeicher).